# Periplaneta australis
Periplaneta australis är en kackerlacksart som först beskrevs av MacLeay 1827.  Periplaneta australis ingår i släktet Periplaneta och familjen storkackerlackor. Inga underarter finns listade i Catalogue of Life.